# Hampsonodes niphetodes
Hampsonodes niphetodes là một loài bướm đêm trong họ Noctuidae.